# Gustl Bayrhammer

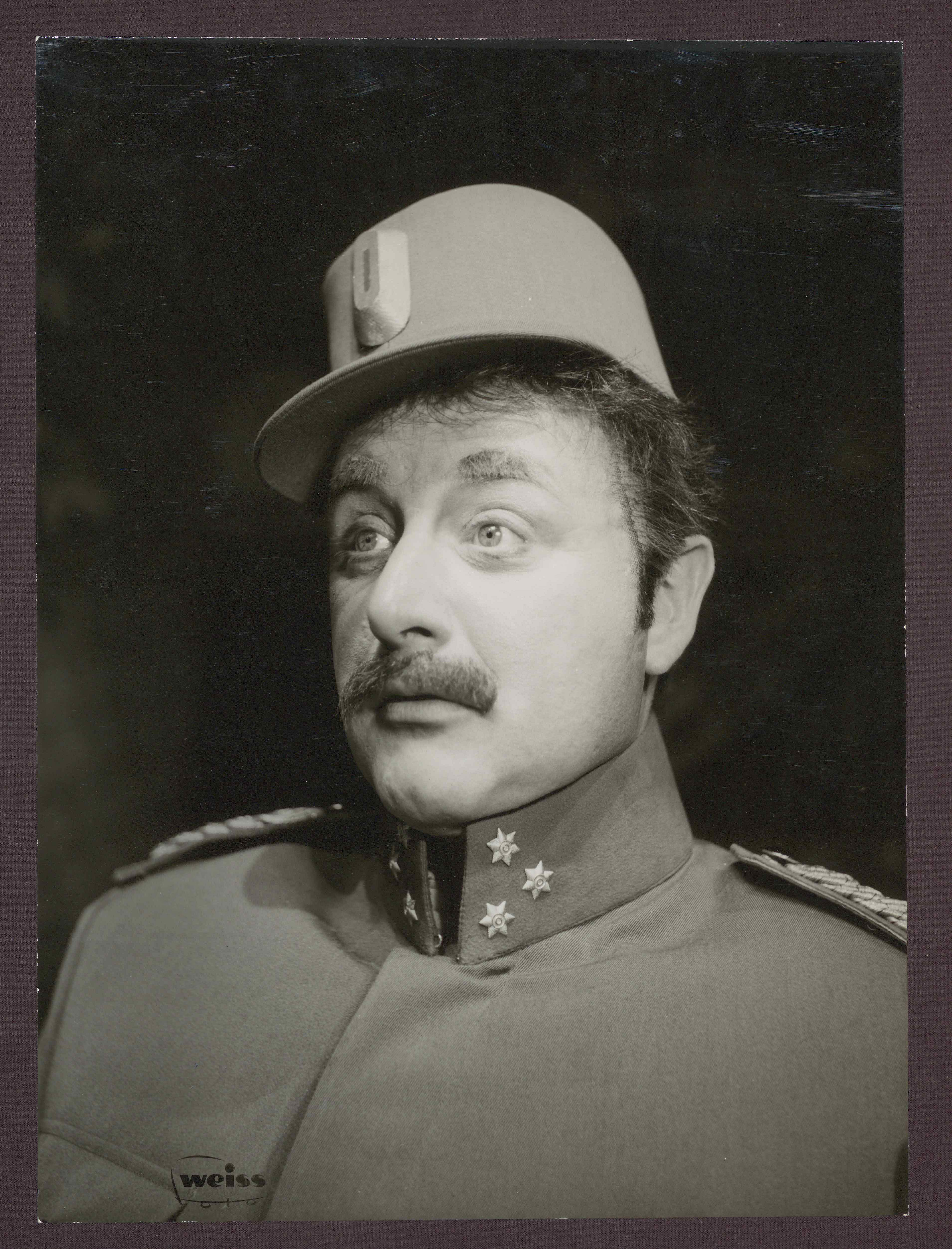
Gustl Bayrhammer als Major Petkoff in der Komödie Helden am Badischen Staatstheater Karlsruhe (1961/1962)

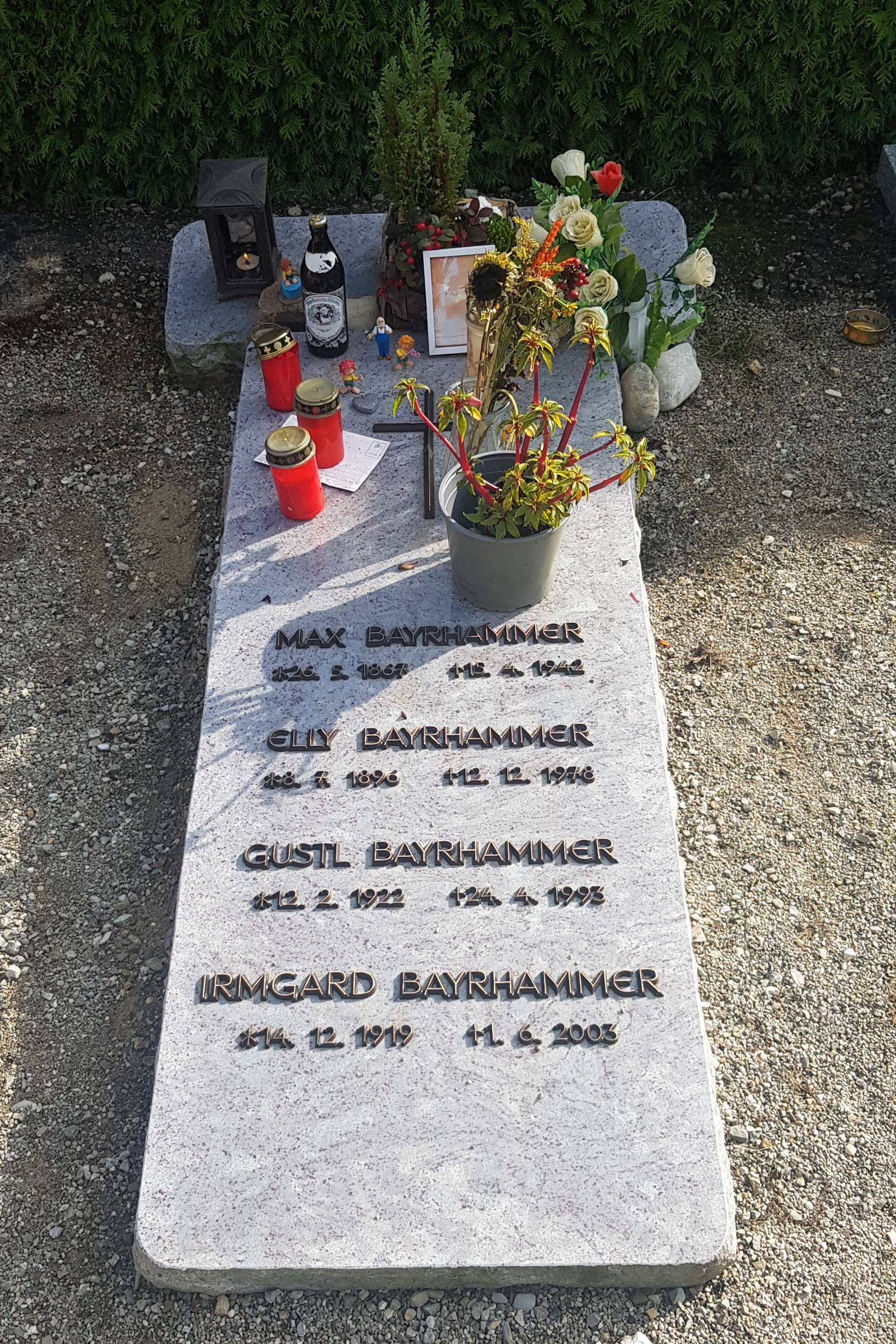
Familiengrab der Bayrhammers (Oktober 2024)

Adolf Gustav Rupprecht Maximilian „Gustl“ Bayrhammer (* 12. Februar 1922 in München; † 24. April 1993 in Krailling) war ein deutscher Staatsschauspieler und Volksschauspieler. Er wurde vor allem mit der Verkörperung bayerischer Figuren identifiziert, bewies sich bei Film, Fernsehen und Theater aber als wandlungsfähiger Darsteller. Zu seinen bekanntesten Rollen zählen Meister Eder in der Serie Meister Eder und sein Pumuckl und der Kommissar Melchior Veigl im Münchner Tatort.

## Leben
Am 12. Februar 1922 wurde Gustl Bayrhammer unter dem Namen Adolf Gustav Rupprecht Maximilian Bayrhammer in München als Sohn von Elfriede „Elly“ Bayrhammer, geborene Haase, geboren. Gustl Bayrhammer wollte gegen den Willen seines Vaters, des bekannten Theaterschauspielers und Hofschauspielers Max Bayrhammer, von Jugend an Schauspieler werden. Er absolvierte zunächst nach dem Besuch des realgymnasialen Zweigs des Wittelsbacher-Gymnasiums bis zur mittleren Reife die Kaufmannsschule (Handelsschule) in München. 1940 meldete er sich freiwillig zum Militärdienst. Während des Zweiten Weltkriegs war er Nachrichtenfunker bei der Luftwaffe.

## Karriere

### Theater
Den Großteil seines Solds verwendete er für den Schauspielunterricht bei Heinrich George und Werner Kepich am Schauspielstudio des Schillertheaters in Berlin, wo er schließlich 1944 vor der Reichstheaterkammer mit Erfolg abschloss. Als das Schauspielhaus 1944 schließen musste, wurde er zusammen mit seinem Kollegen Toni Berger von Robert Marencke für das Hoftheater Sigmaringen engagiert, wo er bis 1948 tätig war. 1945 standen Bayrhammer und Berger zum ersten Mal gemeinsam auf der Bühne.
In Sigmaringen lernte Bayrhammer seine spätere Ehefrau, die Volksschauspielerin Irmgard Henning kennen. Von 1949 bis 1952 spielte er am Württembergischen Landestheater Tübingen, von 1952 bis 1955 an den Städtischen Bühnen Augsburg, von 1955 bis 1964 am Badischen Staatstheater Karlsruhe, von 1962 bis 1964, sowie 1977 bei den Luisenburg-Festspielen in Wunsiedel, von 1964 bis 1966 am Landestheater Salzburg und von 1966 bis 1971 an den Münchner Kammerspielen. Danach arbeitete er als freier Schauspieler mit Zeitvertrag am Bayerischen Staatsschauspiel (seit 1972) und dem Münchner Volkstheater (seit 1983). Eine seiner bekanntesten Bühnenrollen war die des „Petrus“ in dem Stück Der Brandner Kaspar und das ewig’ Leben.

### Fernsehen
Der Durchbruch gelang dem seit 1965 beim Fernsehen arbeitenden und in etwa 180 Produktionen zu sehenden Schauspieler 1966 mit der Hauptrolle in der Fernsehsatire Das Bohrloch oder Bayern ist nicht Texas, in der er an der Seite von Fritz Straßner und Ludwig Schmid-Wildy spielte. Bundesweit bekannt wurde Gustl Bayrhammer durch die Rolle des Tatort-Kommissars „Melchior Veigl“, den er von 1972 bis 1981 spielte. Hierbei gab es auch für seinen Dackel Oswald eine Nebenrolle. In den 1980er- und 1990er-Jahren fungierte er als Sprecher und Darsteller in den Weißblauen Geschichten. Außerdem hatte er zahlreiche Gastauftritte in bekannten Fernsehserien des Bayerischen Rundfunks, darunter Münchner Geschichten, Polizeiinspektion 1 oder im ZDF beim Königlich Bayerischen Amtsgericht. Bayrhammer blieb neben seinen Fernseh-Engagements auch dem Münchner Theater treu.

#### Meister Eder und sein Pumuckl

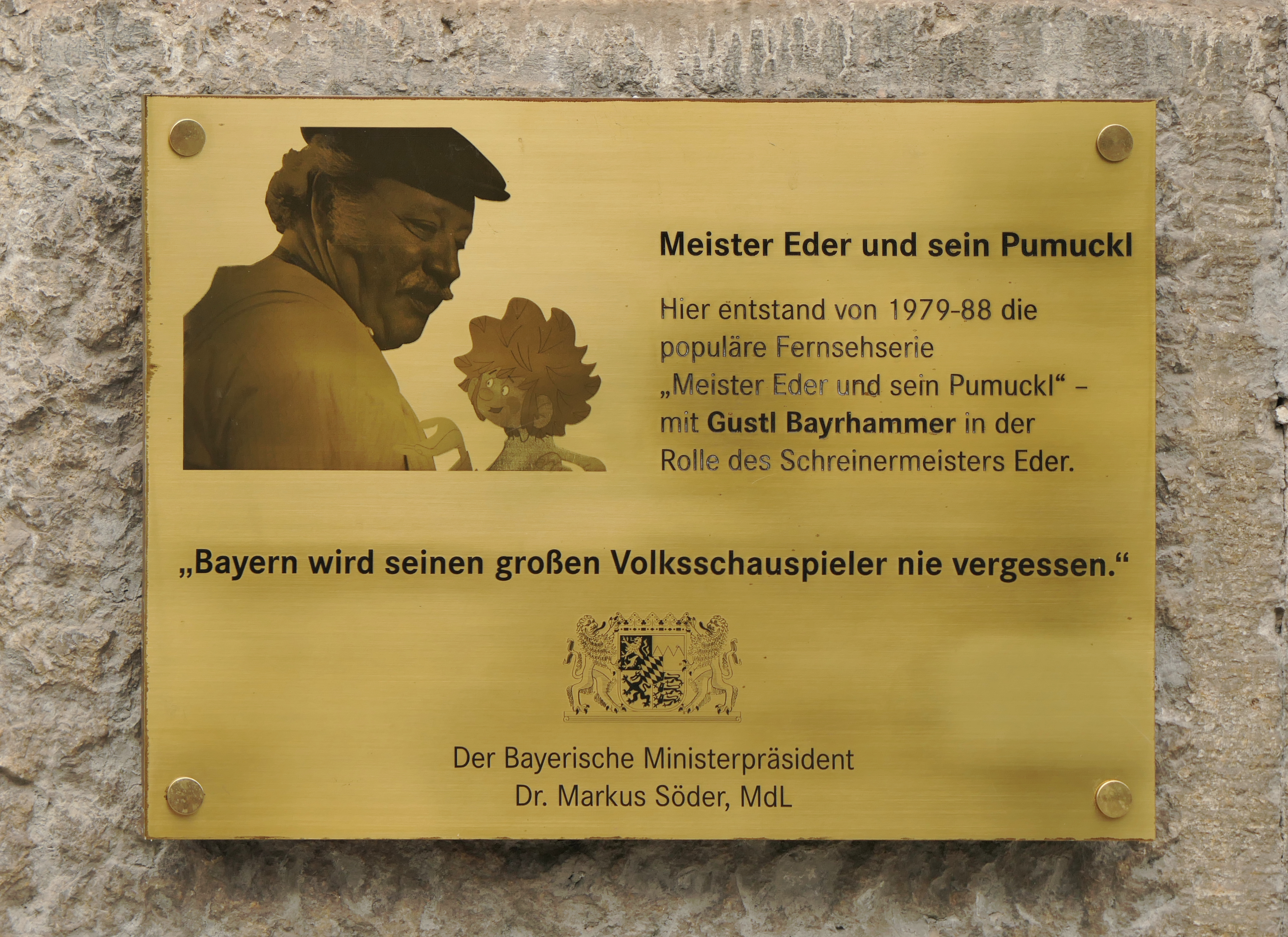
Die 2023 enthüllte Gedenktafel am Haus Widenmayerstraße 2

Alfred Pongratz hatte bis zu seinem Tod 1977 die Rolle des Meister Eder in der Hörspielreihe Meister Eder und sein Pumuckl von Ellis Kaut gesprochen, und noch während dessen Beerdigung erhielt Bayrhammer die Hörspielrolle. Er hatte schon vorher in mehreren Episoden den Mechaniker Schmidt gesprochen, der in der neuen Reihe von Fritz Straßner, Olf Fischer und Max Grießer eingesprochen wurde. Am bekanntesten wurde Bayrhammer mit seiner Verkörperung des Schreinermeisters Franz Eder in einem Kinofilm von 1982 und in der von 1982 bis 1989 produzierten Kinderserie Meister Eder und sein Pumuckl, in der er mit weiteren Volksschauspielern zusammenspielte. An die Dreharbeiten im Haus Widenmayerstraße 2 erinnert seit 24. April 2023 eine Gedenktafel, die Bayrhammer in seiner Rolle als Meister Eder gemeinsam mit Pumuckl zeigt. Im Flughafen München, Terminal 2, befindet sich seit 2019 eine lebensgroße Bronzestatue, die ihn ebenfalls als Meister Eder zeigt. Künstler ist Harry Seeholzer. Nach dem Ende der Dreharbeiten setzte sich Bayrhammer erfolglos gegen den Abriss von Altstadthäusern des Münchner Stadtviertels Lehel ein, zu denen auch die Kulisse der Schreinerwerkstatt in einem Hinterhof der Widenmayerstraße 2 gehörte. 1993 wirkte der Schauspieler noch einmal als „Meister Eder“ in dem Film Pumuckl und der blaue Klabauter mit, starb jedoch noch vor der Fertigstellung des Films. Da der Originalton aufgrund vieler Störgeräusche nicht verwendbar war, musste nachsynchronisiert werden. Dies wurde anstelle des verstorbenen Bayrhammer von Wolf Euba übernommen.

### Hörfunk
Seit 1956 war Bayrhammer freier Mitarbeiter beim Hörfunk, vornehmlich beim Bayerischen Rundfunk und beim Südfunk Stuttgart. Er wirkte, abgesehen von seiner Hörfunkrolle als Meister Eder, in zahlreichen anderen Hörspielproduktionen mit.

## Privatleben und Tod

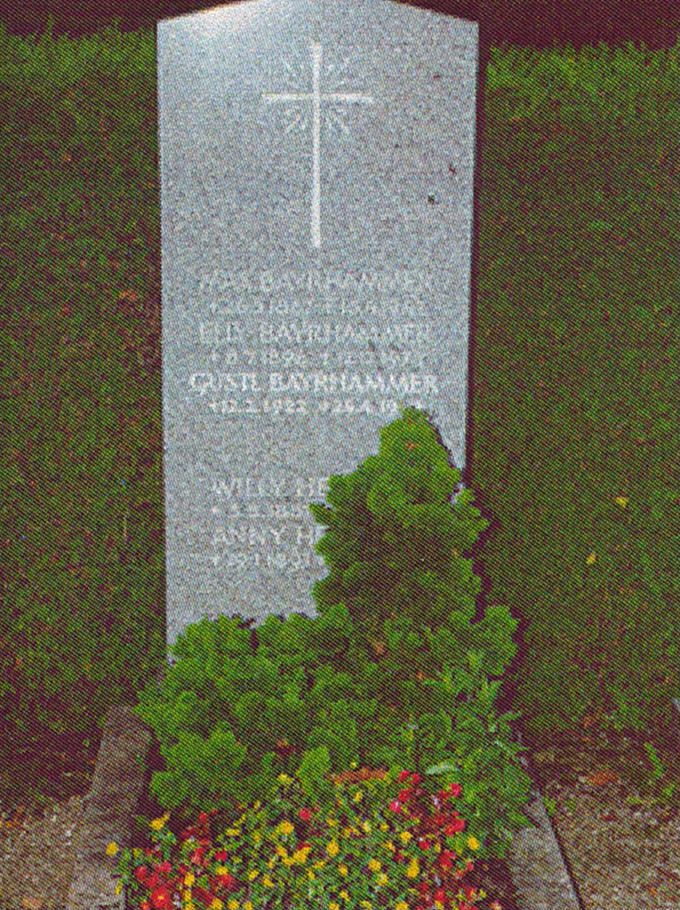
Familiengrab der Bayrhammers (alte Gestaltung)

Bayrhammer war verheiratet mit der Schauspielerin Irmgard Bayrhammer, geborene Henning (1919–2003). Sie hatten einen Sohn, Max Bayrhammer (1947–2020), der Aufnahmeleiter beim Bayerischen Rundfunk war.
Ende der 1980er Jahre erlitt Bayrhammer während einer Aufführung des Wittiber einen Herzinfarkt. Danach nahm er stark ab, stellte den Zigarettenkonsum ein und verringerte sein Arbeitspensum. Am 24. April 1993 erlag er im Alter von 71 Jahren im Schlaf in seinem Haus in Krailling einem weiteren Herzinfarkt. Beigesetzt wurde er auf dem Alten Friedhof in Krailling, Friedenstraße 12 (Grab 666). Der Grabstein wurde mittlerweile als Grabplatte umgestaltet.

## Gesellschaftliches
Bayrhammer war seit 1953 unter dem Ritternamen „Skipps ben Kneißl“ Mitglied der Vereinigung Schlaraffia. In Tübingen war er Mitbegründer von Schlaraffia Hohentübingen. Später wechselte er nach München ins Reych Monachia, wo er zunächst als Hofnarr und 20 Jahre als Oberschlaraffe fungierte.

## Familienarchiv
Das Bayerische Hauptstaatsarchiv hat im Februar 2022 das Familienarchiv Bayrhammer mit den Nachlässen Gustl Bayrhammers und seines Vaters Max Bayrhammer übernommen. Das Familienarchiv enthält persönliche Dokumente, Auszeichnungen und Erinnerungsstücke der Schauspielerdynastie Bayrhammer ab 1870. Damit werden die schriftlichen Zeugnisse für die Zukunft gesichert und der Forschung zugänglich gemacht.

## Filmografie

### Filme

#### Kino
- 1969: Der Bettenstudent oder: Was mach’ ich mit den Mädchen?
- 1970: o.k.
- 1970: Mathias Kneißl
- 1976: Sternsteinhof; Regie: Hans W. Geißendörfer
- 1977: Bolwieser; Regie: Rainer Werner Fassbinder
- 1977: Die Jugendstreiche des Knaben Karl
- 1982: Meister Eder und sein Pumuckl (Meister Eder)
- 1983: Der Schnüffler
- 1986: Hatschipuh
- 1990: Erfolg
- 1994: Pumuckl und der blaue Klabauter

#### Fernsehen (Auswahl)
- 1960: Der Hauptmann von Köpenick
- 1966: Endkampf
- 1966: Das Bohrloch oder Bayern ist nicht Texas; Buch und Regie: Rainer Erler
- 1967: Der Röhm-Putsch
- 1969: Der Attentäter
- 1969: Rebellion der Verlorenen
- 1969: Alte Kameraden
- 1969: Der Komödienstadel: Witwen
- 1970: Der Komödienstadel: Der Ehrengast; Regie: Olf Fischer
- 1971: Augenzeugen müssen blind sein
- 1972: Fettaugen (Breitnagel)
- 1972: Die Lokalbahn (Bürgermeister Rehbeim)
- 1973: Der Mensch Adam Deigl und die Obrigkeit
- 1973: Der Komödienstadel: Die drei Eisbären
- 1973: Der Komödienstadel: Die drei Dorfheiligen; Regie: Olf Fischer
- 1973: Der Komödienstadel: Die kleine Welt
- 1974: Der Komödienstadel: Das sündige Dorf; Regie: Olf Fischer
- 1974: Der Wohltäter (Fernsehfilm, Bürgermeister Gassner); von Käthe Braun; Regie: Wolf Dietrich
- 1975: Der Brandner Kaspar und das ewig’ Leben
- 1975: Der Wittiber (Schormayr)
- 1978: Sachrang (Ertlbauer)
- 1978: Der alte Feinschmecker
- 1979: Die Münze
- 1981: Die Grenze (Lorenz)
- 1981: Der Komödienstadel: Spätlese oder Auch der Herbst hat schöne Tage
- 1982: Der Komödienstadel: Die Tochter des Bombardon
- 1982: Vergiftet oder arbeitslos? (Fernsehspiel); Regie: Bernward Wember
- 1983: Wunderland (Fernsehfilm)
- 1984: Der letzte Stammtisch (Kurzfilm); Regie: Rainer Erler
- 1987: Zwei auf der Straße
- 1988: Wieviel Liebe braucht der Mensch
- 1991: Besuchszeit; Regie: Gedeon Kovacs
- 1991: Stein und Bein
- 1992: Der Struppi ist weg
- 1992: Der Unschuldsengel

##### Tatort
- 1972–1981: Tatort als KOI, ab 1976 als KHK Veigl; mit Helmut Fischer und Willy Harlander
  - 1972: Münchner Kindl
  - 1973: Weißblaue Turnschuhe
  - 1973: Tote brauchen keine Wohnung
  - 1974: 3:0 für Veigl
  - 1975: Als gestohlen gemeldet
  - 1975: Das zweite Geständnis
  - 1976: Wohnheim Westendstraße
  - 1977: Das Mädchen am Klavier
  - 1977: Schüsse in der Schonzeit
  - 1978: Schlußverkauf
  - 1978: Schwarze Einser
  - 1979: Ende der Vorstellung
  - 1979: Maria im Elend
  - 1980: Spiel mit Karten
  - 1981: Usambaraveilchen
- 1971–1977: Tatort als Gastermittler in:
  - 1971: Der Boss
  - 1972: Wenn Steine sprechen
  - 1972: Rechnen Sie mit dem Schlimmsten
  - 1972: Kennwort Gute Reise
  - 1973: Ein ganz gewöhnlicher Mord
  - 1973: Stuttgarter Blüten
  - 1974: Zweikampf
  - 1975: Wodka Bitter-Lemon
  - 1975: Die Abrechnung
  - 1975: Urlaubsmord
  - 1976: Abendstern
  - 1976: Transit ins Jenseits
  - 1977: Wer andern eine Grube gräbt …
- 1992: Tatort als Dienststellenleiter Veigl in:
  - 1992: Ein Fall für Ehrlicher
  - 1992: Tod aus der Vergangenheit

### Fernsehserien
- 1966: Der Nachtkurier meldet – Folge 30: Außenseiter macht das Rennen
- 1967–1977: Graf Yoster gibt sich die Ehre (in 2 Folgen der 5. Staffel)
- 1968: Der Staudamm (1 Folge)
- 1968: Zimmer 13 (1 Folge)
- 1968: Die seltsamen Methoden des Franz Josef Wanninger – Folge 24: Skatbrüder
- 1969–1970: Die Perle – Aus dem Tagebuch einer Hausgehilfin (1 Folge)
- 1971: Karl Valentins Lachparade (2 Folgen)
- 1971–1972: Lerchenpark – Moderne Geschichten aus einer Satellitenstadt (1 Folge)
- 1968–1972: Königlich Bayerisches Amtsgericht (auch als Erzähler)
- 1974: Münchner Geschichten (2 Folgen)
- 1975: Beschlossen und verkündet – Folge 11: Ferdinands Pferdchen
- 1975–1976: Spannagl & Sohn
- 1977–1978: Polizeiinspektion 1 – Folgen 13, 22, insgesamt in 4 Folgen
- 1979–1980: Der Bürgermeister (13 Folgen)
- 1982–1989: Meister Eder und sein Pumuckl (52 Folgen)
- 1983: Monaco Franze – Der ewige Stenz (2 Folgen)
- 1983–1985: Unsere schönsten Jahre (1 Folge)
- 1983–1992: Weißblaue Geschichten
- 1984: Franz Xaver Brunnmayr (13 Folgen)
- 1984–1989: Die Wiesingers
- 1987–1989: Die Schwarzwaldklinik – Landstreicher Boris in 3 Folgen

## Hörspiele (Auswahl)
- 1979–1985: Die Grandauers und ihre Zeit
- 1989: Leser des Hörbuches Der Wittiber von Ludwig Thoma
- 1991: Leser des Hörbuches Das Leben meiner Mutter von Oskar Maria Graf
- Auf dem YouTube-Kanal „faxenmacher 2.0“ findet man mehrere Hörspiele, in denen Gustl Bayrhammer mitwirkte.[11]

## Auszeichnungen
- 1975: Deutscher Kritikerpreis
- 1976: Bayerischer Verdienstorden
- 1977: Ludwig-Thoma-Medaille der Stadt München
- 1981: Bayerischer Staatsschauspieler
- 1982: Bayerischer Poetentaler
- 1983: Bayerischer Filmpreis (als Bester Darsteller für die Rolle des Meister Eder)
- 1987: Medaille „München leuchtet – Den Freunden Münchens“ in Silber
- 1990: Bambi
- 1990: Oberbayerischer Kulturpreis

2018 wurde im Münchener Neubaugebiet Freiham die Gustl-Bayrhammer-Straße sowie die neu gebaute „Grundschule Gustl-Bayrhammer-Straße“ nach ihm benannt. Unweit der Gustl-Bayrhammer-Straße findet sich auch die Ellis-Kaut-Straße. Ellis Kaut war die Erfinderin des Pumuckl.
Am 24. April 2023 wurde im Beisein des bayerischen Ministerpräsidenten Markus Söder und des Münchner Oberbürgermeisters Dieter Reiter, anlässlich des 30. Todestags Bayrhammers, eine Gedenktafel am Haus an der Widenmayerstraße im Lehel, in welchem mit Gustl Bayrhammer als Meister Eder die Serie „Meister Eder und sein Pumuckl“ entstand, enthüllt.

## Fernsehdokumentation
- Der bayerische Übervater – Zum Andenken an Gustl Bayrhammer, Regie: Meinhard Prill, Redaktion: Johannes Pechtold, BR Fernsehen, Erstausstrahlung: 17. Februar 2002[15]